# 新西蘭陸軍
紐西蘭陸軍（英語：New Zealand Army）是紐西蘭主要的陸戰力量，為紐西蘭國防軍的分支，原名紐西蘭軍事部隊（New Zealand Military Forces）。

## 單位
以下是根據成立先後排序的紐西蘭陸軍兵團：

2020年紐西蘭陸軍組織結構

- New Zealand Corps of Officer Cadets
- 紐西蘭皇家炮兵團（英语：Royal Regiment of New Zealand Artillery）[註 1]
- 紐西蘭皇家裝甲兵團（英语：Royal New Zealand Armoured Corps）
- 紐西蘭皇家工程兵團（英语：Corps of Royal New Zealand Engineers）
- 紐西蘭皇家通信兵團（英语：Royal New Zealand Corps of Signals）
- 紐西蘭皇家步兵團（英语：Royal New Zealand Infantry Regiment）[註 2]
- 紐西蘭空降特勤隊
- 紐西蘭情報兵團（英语：New Zealand Intelligence Corps）
- 紐西蘭皇家後勤團（英语：Royal New Zealand Army Logistic Regiment）[註 3]
- 紐西蘭皇家陸軍醫療兵團（英语：Royal New Zealand Army Medical Corps）
- 紐西蘭皇家牙醫兵團（英语：Royal New Zealand Dental Corps）
- Royal New Zealand Chaplains Department
- New Zealand Army Legal Service
- 紐西蘭皇家憲兵團（英语：Corps of Royal New Zealand Military Police）
- Royal New Zealand Army Education Corps
- New Zealand Army Physical Training Corps
- 紐西蘭皇家護士兵團（英语：Royal New Zealand Nursing Corps）

## 備註
1. ↑  這裡使用的編制是「團」Regiment
2. ↑  這裡使用的編制是「團」Regiment
3. ↑  這裡使用的編制是「團」Regiment